# دیوجنز دومینگز
دیوجنز دومینگز (انگلیسی: Diógenes Domínguez؛ زادهٔ ۱۹۰۲) یک بازیکن فوتبال اهل پاراگوئه است.
وی همچنین در تیم ملی فوتبال پاراگوئه بازی کرده‌است.